# Camuflaje disruptivo

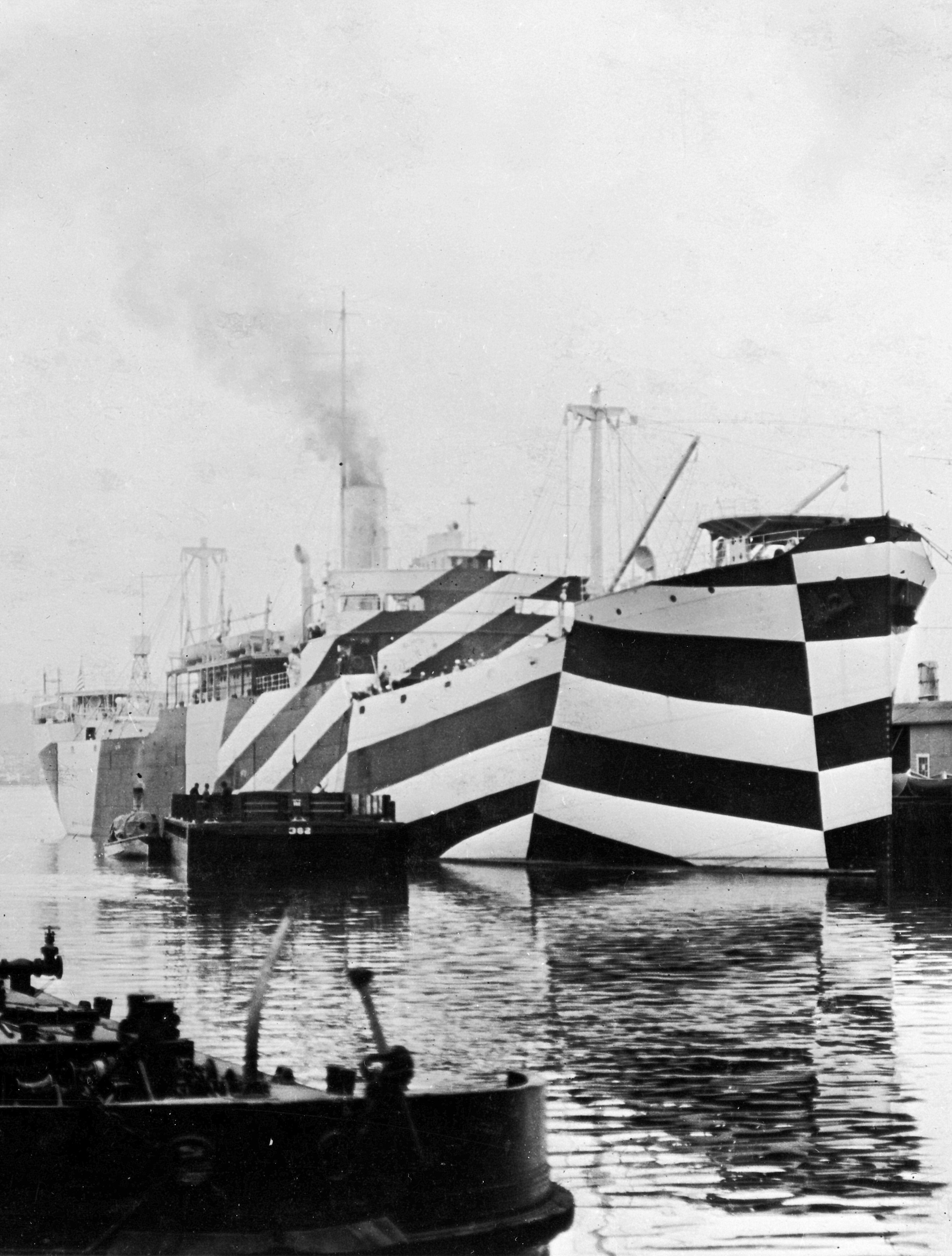
El vapor West Mahomet con camuflaje disruptivo, 1918

El camuflaje disruptivo, camuflaje con distorsión o camuflaje deslumbrante (en inglés: dazzle camouflage), fue un tipo de camuflaje de barcos que se usó ampliamente en la Primera Guerra Mundial y, en menor medida, en la Segunda Guerra Mundial y posteriores. Se atribuye su creación al artista marino británico Norman Wilkinson, y consistía en complejos patrones de formas geométricas en colores contrastantes, que se interrumpen y se cruzan entre sí.
A diferencia de otras formas de camuflaje, la intención de la distorsión visual no es ocultar, sino dificultar la estimación del alcance, la velocidad y el rumbo de un objetivo. Wilkinson explicó en 1919 que había tenido la intención de confundir principalmente para engañar al enemigo sobre el rumbo de un barco y así asumir una posición de disparo deficiente. Por ejemplo, un submarino enemigo puede ubicarse en una posición desventajosa, tal que su capacidad de lanzamiento de torpedos se ve disminuida.
Este tipo de camuflaje fue adoptado por el Almirantazgo en el Reino Unido y luego por la Marina de los Estados Unidos. El patrón de pintura de cada nave era único para evitar que las clases de naves fueran reconocidas instantáneamente por el enemigo. El resultado fue que se probó una profusión de esquemas distorsivos, y la evidencia de su éxito fue, en el mejor de los casos, mixta. Tantos factores estaban involucrados que era imposible determinar cuáles eran importantes y si alguno de los esquemas de color era efectivo.
Este tipo de diseños atrajo la atención de artistas como Picasso, quienes afirmaron que los cubistas como él lo habían inventado. Edward Wadsworth, quien supervisó el camuflaje de más de 2000 barcos durante la Primera Guerra Mundial, pintó una serie de lienzos de barcos con camuflaje por distorsión después de la guerra, en base a su trabajo de guerra. Arthur Lismer pintó de manera similar una serie de lienzos de barcos con camuflaje por distorsión.